# Vezins
Vezins és un municipi francès situat al departament de Maine i Loira i a la regió de País del Loira. L'any 2007 tenia 1.642 habitants.

## Demografia

### Població
El 2007 la població de fet de Vezins era de 1.642 persones. Hi havia 616 famílies de les quals 112 eren unipersonals (44 homes vivint sols i 68 dones vivint soles), 240 parelles sense fills, 252 parelles amb fills i 12 famílies monoparentals amb fills.
La població ha evolucionat segons el següent gràfic:
Habitants censats

### Habitatges
El 2007 hi havia 677 habitatges, 622 eren l'habitatge principal de la família, 12 eren segones residències i 43 estaven desocupats. 635 eren cases i 37 eren apartaments. Dels 622 habitatges principals, 463 estaven ocupats pels seus propietaris, 146 estaven llogats i ocupats pels llogaters i 13 estaven cedits a títol gratuït; 4 tenien una cambra, 23 en tenien dues, 65 en tenien tres, 164 en tenien quatre i 366 en tenien cinc o més. 503 habitatges disposaven pel capbaix d'una plaça de pàrquing. A 253 habitatges hi havia un automòbil i a 342 n'hi havia dos o més.

### Piràmide de població
La piràmide de població per edats i sexe el 2009 era:
| Homes | Edats   | Dones |
| ----- | ------- | ----- |
| 0     | 95 o +  | 4     |
| 4     | 90 a 94 | 4     |
| 4     | 85 a 89 | 12    |
| 0     | 80 a 84 | 0     |
| 24    | 75 a 79 | 36    |
| 60    | 70 a 74 | 32    |
| 20    | 65 a 69 | 40    |
| 12    | 60 a 64 | 24    |
| 24    | 55 a 59 | 28    |
| 64    | 50 a 54 | 40    |
| 76    | 45 a 49 | 76    |
| 52    | 40 a 44 | 32    |
| 60    | 35 a 39 | 64    |
| 64    | 30 a 34 | 68    |
| 44    | 25 a 29 | 44    |
| 68    | 20 a 24 | 48    |
| 60    | 15 a 19 | 44    |
| 52    | 10 a 14 | 44    |
| 88    | 5 a 9   | 48    |
| 68    | 0 a 4   | 44    |

## Economia
El 2007 la població en edat de treballar era de 1.066 persones, 853 eren actives i 213 eren inactives. De les 853 persones actives 820 estaven ocupades (450 homes i 370 dones) i 33 estaven aturades (13 homes i 20 dones). De les 213 persones inactives 96 estaven jubilades, 68 estaven estudiant i 49 estaven classificades com a «altres inactius».

### Ingressos
El 2009 a Vezins hi havia 620 unitats fiscals que integraven 1.689,5 persones, la mediana anual d'ingressos fiscals per persona era de 16.568 €.

### Activitats econòmiques
Dels 51 establiments que hi havia el 2007, 1 era d'una empresa alimentària, 1 d'una empresa de fabricació d'elements pel transport, 8 d'empreses de fabricació d'altres productes industrials, 13 d'empreses de construcció, 7 d'empreses de comerç i reparació d'automòbils, 1 d'una empresa de transport, 2 d'empreses d'hostatgeria i restauració, 3 d'empreses financeres, 2 d'empreses immobiliàries, 4 d'empreses de serveis, 6 d'entitats de l'administració pública i 3 d'empreses classificades com a «altres activitats de serveis».
Dels 19 establiments de servei als particulars que hi havia el 2009, 1 era una gendarmeria, 1 una oficina bancària, 1 taller de reparació d'automòbils i de material agrícola, 1 autoescola, 1 paleta, 3 guixaires pintors, 2 fusteries, 1 lampisteria, 3 electricistes, 2 perruqueries, 1 veterinari i 2 restaurants.
L'únic establiment comercial que hi havia el 2009 era una fleca.
L'any 2000 a Vezins hi havia 35 explotacions agrícoles que ocupaven un total de 989 hectàrees.

## Equipaments sanitaris i escolars
L'únic equipament sanitari que hi havia el 2009 era una farmàcia.
El 2009 hi havia 2 escoles elementals.

## Poblacions més properes
El següent diagrama mostra les poblacions més properes.